# Massacre de Nir Oz
Le massacre de Nir Oz se déroule le 7 octobre 2023, dans le cadre de l'attaque du Hamas contre Israël, au début de la guerre à Gaza depuis 2023. Ceux-ci, après avoir pénétré en Israël à partir de la   bande de Gaza, perpètrent un massacre dans le kibboutz de Nir Oz en Israël. Le bilan provisoire est de 20 à 27 personnes tuées lors du massacre et 80 disparus,. D'autres sources, plus récentes indiquent que cette communauté durement touchée  donne un bilan plus sévère, 110 personnes auraient été tuées ou kidnappées, soit 1 habitant sur 4.

## Contexte
Le kibboutz de Nir Oz est situé dans le conseil régional d'Eshkol, au nord-ouest du désert du Néguev, à proximité de la barrière de séparation entre la bande de Gaza et Israël. La communauté, fondée vers 1952, compte 391 habitants, en 2021.

## Attaque
Les combattants du Hamas envahissent le kibboutz le 7 octobre 2023. Ils assassinent de nombreux résidents, brûlent des maisons et enlèvent des civils,.
Le bilan provisoire de l'attaque est de 20 à 27 morts et 80 personnes enlevées,. Selon un correspondant de guerre, « environ un quart des habitants de Nir Oz ont été assassinés, enlevés ou blessés très gravement. Ceux qui ont survécu n'ont nulle part où revenir ». Selon un rapport, 240 des 400 résidents de la communauté sont soit portés disparus, soit confirmés morts,.
Les membres survivants du kibboutz ont été évacués vers Eilat.